# Nicholas Wolterstorff
Nicholas Wolterstorff, född 21 januari 1932 i Bigelow, Minnesota, är en amerikansk filosof och teolog. Han är professor emeritus i filosofisk teologi vid Yale University. Tidigare var han professor i filosofi vid Calvin University från 1959 till 1989.
Efter det att hans 25-årige son Eric hade omkommit i en bergsbestigningsolycka, skrev Wolterstorff boken Lament for a Son.